# Pfaffenweiler
Pfaffenweiler est une commune de Bade-Wurtemberg (Allemagne), située dans l'arrondissement de Brisgau-Haute-Forêt-Noire, dans le district de Fribourg-en-Brisgau.

## Géographie
Pfaffenweiler se situe dans la vallée du Schneckental, au nord du Markgräflerland, entre le Batzenberg à l'ouest et le Hohfirst à l'est.

## Jumelage
- Jasper (Indiana) (États-Unis)